# Rio Muriaé
Rio Muriaé är ett vattendrag i Brasilien.   Det ligger i delstaten Rio de Janeiro, i den sydöstra delen av landet, 900 km sydost om huvudstaden Brasília. Rio Muriaé ligger vid sjön Lagoa Limpa.
Omgivningarna runt Rio Muriaé är en mosaik av jordbruksmark och naturlig växtlighet. Runt Rio Muriaé är det mycket glesbefolkat, med 5 invånare per kvadratkilometer.